# Palazzo Forneris

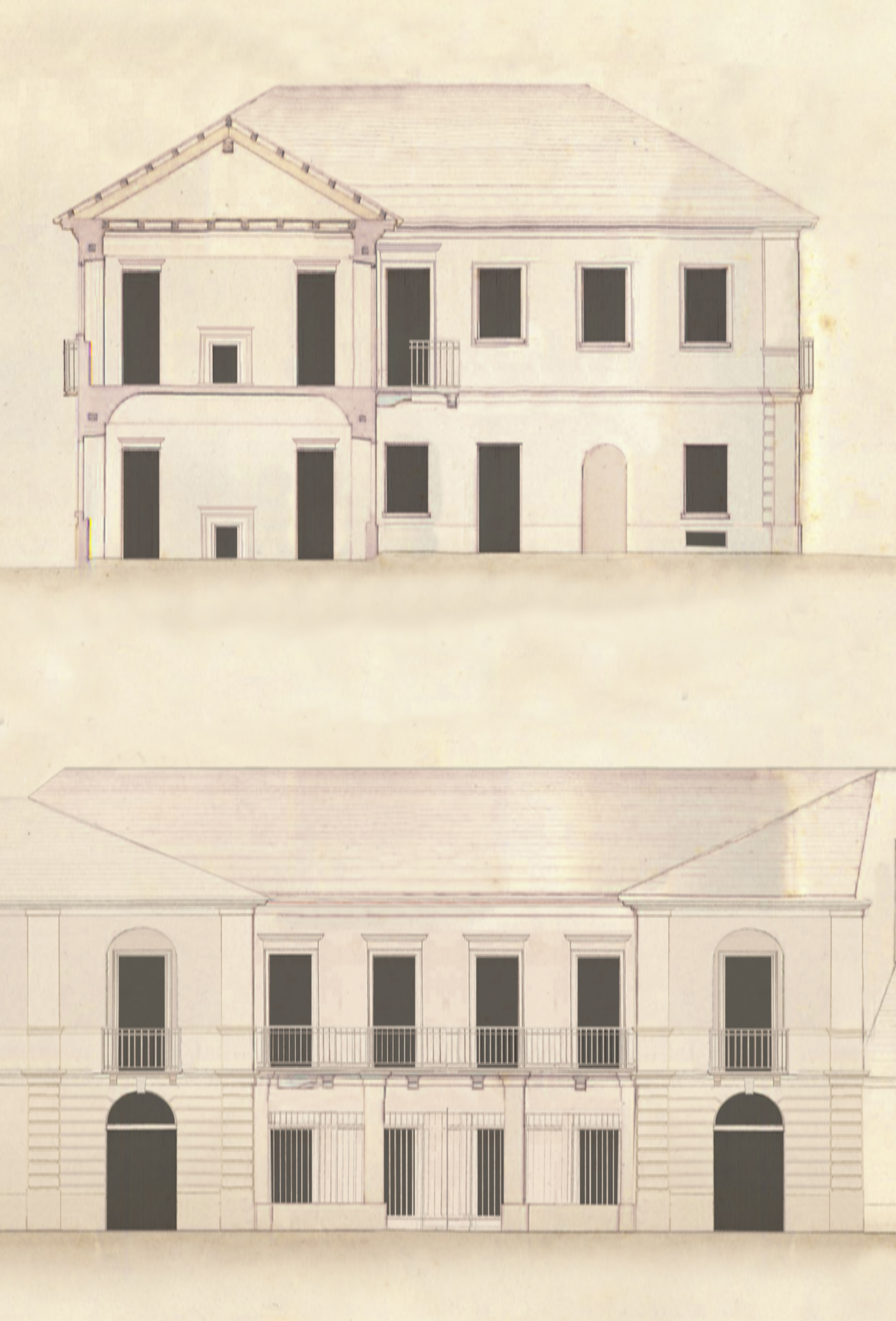
Villa Forneris, prospetto e sezione lungo il giardino

La Villa Forneris, già nota come Villa dei Marchesi Argentero, o Palazzo Forneris, è un edificio storico di Torino, compreso nel quartiere San Donato, l'edificio è posto su via San Donato, tuttavia l'antica facciata della villa, era posta trasversalmente, sul lato prospiciente l'antico giardino, soppresso in seguito al primo ampliamento del fabbricato nel 1851, ad opera dell’architetto Alessandro Giraud. Successivamente il giardino venne trasformato in corte acciottolata e parzialmente occupato dalla manica nuova del loggiato, lungo la via San Donato, nel 1854.
L'edificio residenziale, venne poi sopraelevato nel 1859, da parte dell'architetto di casa Savoia, Panizza Barnaba, già autore degli interni del Real Borgo Castello della Madria a Venaria e del Teatro Alfieri di Torino, il quale si preoccupò di compiere la trasformazione in residenza urbana.

## Storia
A partire dalla prima metà del 1800 sono presenti documenti di carattere edilizio, conservati presso l'Archivio Storico della Città di Torino. Tale documentazione presenta un progetto di sopraelevazione e ampliamento, eseguito tra il 1850 ed il 1852, dall’architetto Giraud, su commissione dei Forneris, i quali ebbero l'intenzione di riadattare la villa con giardino, precedentemente appartenuta ai Marchesi Argentero, nella loro nuova residenza urbana nella capitale, inserita nella recente espansione borghese e diplomatica della città di Torino, piazza Statuto, infatti, nacque per ospitare le ambasciate estere. Piccoli palazzi neoclassici e ville con giardino caratterizzano tutt’oggi l'aspetto storico dei quartiere San Donato e Cit Turin.
Durante la seconda guerra mondiale l'edificio venne centrato da diversi ordigni bellici incendiari, subendo gravi danni e alcuni crolli di modesta entità. Dal 1960 al 2013 ha ospitato anche una casa di moda torinese.

## Il Piano Nobile
L'appartamento padronale si sviluppa con una pianta a "ferro di Cavallo" con un sistema distributivo orizzontale "en enfilade", il quale termina nel salone d'onore della famiglia Forneris. Sono presenti due camere padronali, una maschile ed una femminile, uno studiolo ed un vestibolo distributivo, nonché altre salette "passanti". Gli spazi di servizio, cucina e gli appartamenti dell'apparato domestico erano locati al piano terreno ed al piano interrato. Sulla terrazza lungo la via San Donato verso fine Ottocento venne allestito un loggiato ligneo non più presente.